# Феміністичний мистецький рух
Феміністичний мистецький рух (англ. Feminist art movement) — рух, що об'єднує зусилля і досягнення феміністок на міжнародному рівні у створенні мистецтва, яке відображає життя і переживання жінок, а також до зміни принципів створення і сприйняття сучасного мистецтва. Рух також прагне сприяти більшій поінформованості жінок в історії мистецтва і художній практиці. Разом з загальними подіями у фемінізмі, включаючи такі тактики самоорганізації, як групи підвищення самосвідомості (consciousness-raising groups), рух почався в 1960-х роках і процвітав впродовж 1970-х як результат другої хвилі фемінізму. Його було названо «найбільш впливовим міжнародним рухом у післявоєнний період».

## Історія
1960-ті роки були періодом рухів за громадянські права, права геїв та лесбійок, рухів і протестів проти війни. Це був також період, коли жінки-мисткині хотіли отримати рівні права з чоловіками у світі мистецького істеблішменту (під впливом модерністських течій «утопічних ідеалів») та для створення феміністичного мистецтва, часто в нетрадиційні способи, щоб допомогти «змінити світ».
Луїз Буржуа (1911—2010) і німецька американка Єва Хессе (Eva Hesse) (1936—1970) дослідили деякі теми у феміністичному мистецтві, такі як життя прислуги, особистий досвід та жіноче тіло.
20 липня 1964 року Йоко Оно, авангардна художниця, співачка і активістка, презентувала перформанс Cut Piece в Концертному залі Yamaichi, Кіото, де вона сиділа тихо, тоді як частини її одягу були відрізані від неї, що означало протест проти насильства щодо жінок. Вона виступала з цим знову в Карнегі-холі в 1965 році. Син Йоко Оно Шон брав участь у виконанні перформансу 15 вересня 2013 року в Théâtre le Ranelagh в Парижі. The Guardian вважав його «одним з 10 найбільш шокуючих перформансів в історії».
Мисткині, мотивовані теорією фемінізму і феміністичним рухом, почали феміністичний мистецький рух у 1970-х. Феміністичне мистецтво відображало перехід від модернізму, де мистецтво, створене жінками, відмежовувалося в інший клас від створеного чоловіками. Рух культивувався новою феміністичною свідомістю, «свободою реагувати на життя… [не обмеженою] традиційним чоловічим мейнстрімом». Або, як Griselda Pollock та Roszika Parker це виразили — відділення мистецтва з великої літери «М» від мистецтва, створеного жінками, породив «стереотип жіночності».
Ця вимога рівності в представництві була закріплена у Заяві про Вимоги (Statement of Demands) нью-йоркського мистецького об'єднання Art Workers' Coalition (AWC), розробленій в 1969 році і опублікованій в остаточному вигляді в березні 1970-го. AWC була створена для захисту прав митців і спонукання музеїв та галерей реформувати їхні практики. Виникнувши як рух протесту проти фізичного видалення роботи грецького кінетичного скульптора Такіса Tele-Sculpture(1960) з виставки 1969 року в Музеї сучасного мистецтва, вона швидко оформила широкий список вимог до артмузеїв в цілому.[джерело?]
Разом з вимогами на безкоштовний вхід, кращу представленість етнічних меншин, розширення часу відкриття і домовленості про те, що галереї не виставлятимуть твори мистецтва без згоди митця, AWC також вимагав від музеїв "заохочувати жінок-мисткинь, щоб подолати столітні збитки, завдані образу жінки як мисткині, шляхом встановлення рівного представництва статей у виставках, музейних продажах і конкурсних комітетах.
Також існують феміністичні форми постмодернізму, що виникли в 1980-х. Феміністичний мистецький рух виріс із боротьби за віднайдення нового способу висловити сексуальні, матеріальні, соціальні та політичні сфери життя і фемінність. Рух поширився у США; Європі, у тому числі в Іспанії, Австралії, Канаді та Латинській Америці в 1970-х роках.
З того часу жіночі мистецькі рухи з'явились у Швеції, Данії і Норвегії, Росії та Японії. Жінки-мисткині з Азії, Африки і особливо Східної Європи у великій кількості з'явилися на міжнародній артсцені в кінці 1980-х і 1990-х, коли сучасне мистецтво стало популярним у всьому світі.
Основні виставки сучасних жінок-мисткинь: 
- WACK! Art and the Feminist Revolution (кураторка Конні Батлер), SF МОМА (2007),
- Global Feminisms (кураторки Linda Nochlin та Maura Reilly) в Brooklyn Museum, 2007;[19]
- Rebelle (кураторка Mirjam Westen) у MMKA, Арнхейм, 2009;
- Kiss Kiss Bang Bang! 45 Years of Art and Feminism (куратор Xavier Arakistan) у Bilbao Fine Arts Museum, 2007;[20]
- Elles у Centre Pompidou, Париж (2009—2011), також гастролювала в Seattle Art Museum.[21]

Інтернаціональність представлених робіт зростає. Цей зсув також відображені в журналах, створених у 1990-х, таких як n.paradoxa

## Мисткині: 20— 21 століття
Неповний перелік учасниць феміністичного мистецького руху, відсортований за прізвищем
- Марина Абрамович
- Марія Айххорн[en]
- Гада Амер[en]
- Лорі Андерсон
- Жанін Антоні[en]
- Ейя-Лііза Ахтіла[en]
- Ванесса Бікрофт[en]
- Козіма фон Бонін[en]
- Анджела Буллок[en]
- Луїза Буржуа
- Ханна Вільке[en]
- Еллен Галлахер[en]
- Іза Генцкен[en]
- Лінн Гершман[en]
- Єва Гессе
- Нен Голдін
- Наталія Гончарова
- Рені Грін[en]
- Asta Gröting
- Guerrilla Girls
- Ханне Дарбовен[en]
- Соня Делоне
- Rincke Dijkstra
- Марлен Дюма[en]
- Трейсі Емін
- Валі Експорт[en]
- Софі Калле
- Лігія Кларк
- Барбара Крюгер
- Шеррі Лівайн[en]
- Ана Мендьєта
- Фейт Рінгголд[en]
- Марта Рослер[en]
- Сільві Фльорі[en]
- Катаріна Фріч[en]
- Мона Хатум[en]
- Барбара Гепворт
- Ханна Хьох
- Кандида Хьофер[en]
- Christine та Irene Hohenbüchler
- Дженні Хольцер[en]
- Джуді Чикаго
- Міріам Шапіро[en]
- Каролі Шніман[en]

### Подальше читання
- Juan Vicente Aliaga Gender Battle/A Battala dos Xeneros Spain, Santiago de Compostela, 2007.
- Juan Aliaga and Maria Laura Rosa Recuperar la Memoria: Experiencias feministas desde el Arte, Argentina y Espana, Ana Navarette and Mujeres Publicas Centro Cultural de Espana, Buenos Aires and CCEBE, Sede Parana, 2013.
- L. Anderson, A. Livion Ingvarsson, M. Jensner, A. Nystrom, B.Werkmeister, N. Ostlind (eds.) Konstfeminism Helsingborg, Sweden, Dunkers Kulturhaus and Lilevalch Konsthall, 2004.
- Kathy Battista Re-Negotiating the Body: Feminist Art in 1970s London, I B Tauris, 2011.
- Carla Bianpoen, Farah Wardani, Wulan Dirgantoro Indonesian Women Artists Jakarta: Yayasan Semirupa Indonesia:2007.
- Katy Deepwell (ed) New Feminist Art Criticism: Critical Strategies UK, Manchester, Manchester University Press, 1995.
- Sylvia Eiblmayr Die Frau als Bild: Der weibliche Körper in der Kunst des 20 Jahrhunderts Berlin, Dietrich Reimer, 1993.
- Isabelle Graw Die bessere Hälfte: Künstlerinnen des 20. und 21. Jahrhunderts Cologne, du Mont Verlag, 2003.
- Karen Hindsbo The Beginning is Always Today': Scandinavian feminist art from the last 20 years Norway: Saarlandets Kunstmuseum, 2013.
- Johanna Householder and Tanya Mars (eds) Caught in the Act: an Anthology of Performance Art by Canadian Women Toronto: YYZ Books, 2003.
- Lucy Lippard From the Center: Feminist Essays on Women's Art New York. Dutton, 1976.
- Roszika Parker and Griselda Pollock Framing Feminism: Art and the Women's Movement, 1970—1985 London. Pandora/RKP, 1987.
- Bojana Pejic (ed) The Gender Check Reader Vienna, MUMOK and Erste Foundation, 2010
- Griselda Pollock (ed) Generations and Geographies London, Routledge, 1996.
- Helena Reckitt (ed) Art and Feminism London, Phaidon, 2001
- Hilary Robinson (ed) Visibly Female London, Camden Press, 1987
- Hilary Robinson (ed) Feminism — Art — Theory: An Anthology, 1968—2000 Oxford. Blackwells, 2001.
- Araceli Barbosa Sanchez Arte Feminista en los ochenta en Mexico: una perspectiva de genero Mexico: Casa Juan Pablos Centro Cultural, Universidad Autonoma de Estado de Morelos, 2008.
- Ella Shohat (ed) Talking Visions: Multicultural Feminism in a Transnational Age Cambridge, Mass, MIT:1998
- Bridget Tracy Tan Women Artists in Singapore Singapore, Select Books and Singapore Art Museum, 2011.
- Jayne Wark Radical Gestures: Feminism and Performance Art in North America Montreal: McGill-Queen's University Press, 2006.
- Women Down the Pub (a.k.a. N.Debois Buhl, L.Strombeck, A.Sonjasdotter) Udsight — Feministiske Strategier i Dansk Billedkunst / View — Feminist Strategies in Danish Visual Art Denmark, Informations Vorla, 2004.